# 스텔비오 고개
스텔비오 고개(이탈리아어: Passo dello Stelvio [passo ˈdello ˈstɛlvjo][*], Giogo dello Stelvio [dʒɔgo ˈdello ˈstɛlvjo] ; 독일어: Stilfser Joch [ˈʃtɪlfsɐ jɔx][*])는 해발 2,757m의 고도에 위치한 스위스와 국경을 접하고 있는 이탈리아 북부의 산길이다. 이곳은 동부 알프스에서 가장 높은 포장된 산길이며, 알프스에서 두 번째로 높은데, 프랑스의 리제란봉(Col de l'Iseran, 2,764m) 아래 7m 지점이다.

## 위치
이 고개는 남부 티롤의 스틸프스(이탈리아어로 ‘Stelvio’)와 손드리오도의 보르미오 사이 이탈리아의 오르틀러 알프스에 있다. 볼차노에서 약 75km, 스위스 국경에서 200m 떨어져 있다. 움브라일 고개는 스텔비오의 서쪽 경사로에서 북쪽으로 뻗어 있으며, 고개 위의 ‘3개 국어 봉’(Dreisprachenspitze)은 이탈리아어, 독일어 및 로만슈어 언어 사용 지역이 만나는 곳이기 때문에 그렇게 명명되었다.
이 도로는 발텔리나와 빈쉬가우 계곡 및 메랑(Meran) 마을을 연결한다. 통과 도로에 인접해 있는 대형 여름 스키장이 있다. 인근 산에는 오르틀러(Ortler), Thurwieserspitze, Trafoier Eiswand, 몬테 스코를루초(Monte Scorluzzo), 피츠 움브라일 및 피츠 코첸(Piz Cotschen)이 있다.

## 역사

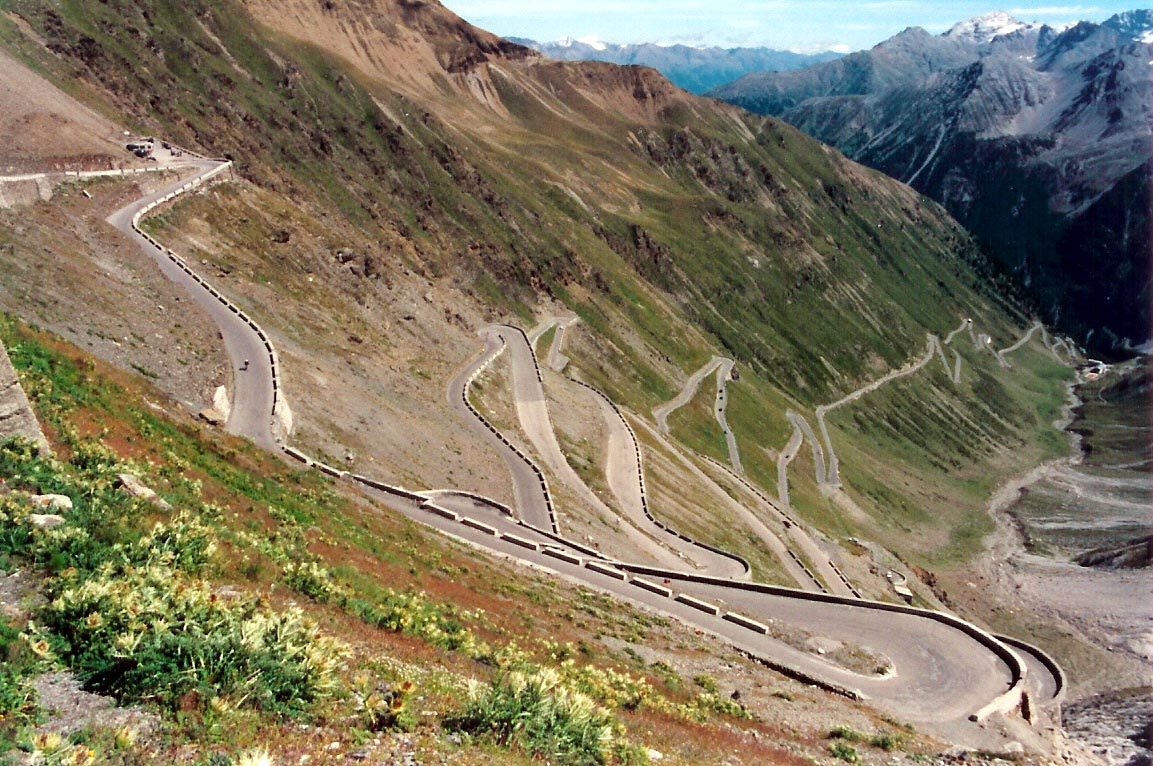
스텔비오 고개

원래 도로는 1,871m의 등반을 포함하여 이전 오스트리아의 롬바르디아주와 나머지 오스트리아를 연결하기 위해 오스트리아 제국에 의해 1820~25년에 건설되었다. 엔지니어이자 프로젝트 관리자는 카를로 도네가니(Carlo Donegani, 1775–1845)였다. 그 이후로 경로는 거의 변경되지 않았다. 75개의 U자형 커브 중 48개는 북쪽에 있으며 돌로 번호가 매겨져 있어 자동차 운전자에게 도전 과제이다. 스털링 모스(Stirling Moss)는 1990년대 빈티지 자동차 행사에서 자신의 사건에 대한 온보드 비디오가 위성 TV에 표시되는 동안 이곳에서 길을 떠났다.
제1차 세계 대전이 끝나기 전에 그것은 오스트리아-헝가리 제국과 이탈리아 왕국 사이의 국경을 형성했다. 스위스는 드라이스프라헨슈피체(Dreisprachenspitze, 문자그대로 3개 언어의 봉우리)에 전초 기지와 호텔(파괴됨)을 가지고 있었다. 제1차 세계 대전 중에는 얼음과 눈이 덮인 이 지역에서 치열한 전투가 벌어졌고, 때때로 스위스 지역을 가로질러 총격을 가하기도 했다. 세 나라는 오스트리아(북쪽)와 이탈리아(남쪽) 사이에 돌출된 스위스 영토에 대해 발포하지 않기로 합의했다. 대신 스위스 영토가 정상 부근에 있었기 때문에 고개를 공격할 수 있었다. 1919년 이후 이탈리아의 확장과 함께 이 고개는 전략적 중요성을 잃었다.
5월부터 11월까지 개장하는 스텔비오 고개는 스포츠 활동에 여전히 중요하다. 수많은 자전거 운전자와 오토바이 운전자가 동부 알프스의 가장 높은 도로에 도달하기 위해 고군분투한다. 그것은 모든 그랜드 투어의 가장 높은 결승선이다. 지로 디탈리아는 종종 스텔비오 고개를 넘어간다. 가장 높은 봉우리로서 매 판마다 시마 코피(Cima Coppi)로 명명되었다. 고개의 마지막 승자는 자이 힌들리(Jai Hindley)였다. 매년 8,000명 정도의 자전거 이용자가 타고 25명 정도의 주자가 스텔비오 정상까지 달리는 8월 하순의 어느 날에는 차량 통행이 금지된다.
보르미오는 보통 12월 말에 남자 내리막 경기를 위해 월드컵 스키 경주를 정기적으로 개최한다. 피스타 스텔비오는 서킷에서 가장 도전적인 코스 중 하나이다.
스텔비오 고개는 또한 영국 자동차쇼 〈탑 기어〉(Top Gear)에서 “세계에서 가장 위대한 운전 도로”로 선정되었다. 이 결론은 팀이 모든 ‘주유소’의 운전 환상을 만족시킬 길을 찾은 후 쇼의 10번째 시리즈의 첫 번째 에피소드에서 도달했다. 탑기어는 나중에 루마니아의 트란스퍼거라샨 고속도로(Transfăgărășan)가 우수한 운전 도로라고 결정했다.
2008년에 모토 구치(Moto Guzzi)는 고개의 이름을 딴 스텔비오 모델을 판매하기 시작했다. 알파 로메오는 2016년 로스앤젤레스 모터쇼에서 스텔비오 크로스오버 SUV를 선보였다.
이탈리아의 스텔비오 고개 빙하는 해발 3,450m로 1년 내내 스키를 탈 수 있지만 폭염으로 2017년 8월 90년 만에 처음으로 폐쇄됐다.

## 스텔비오 국립공원
스텔비오 국립공원은 이탈리아 알프스에서 가장 큰 국립공원이다. 1935년에 설립되었으며, 오르틀레스-체베달레(Ortles-Cevedale) 대산괴와 그 옆에 있는 일부 작은 산맥을 포함한다. 공원의 야생동물에는 사슴, 알프스산양, 산양, 늑대가 있다. 수많은 산책로와 산장, 등산로가 있어 공원내 하이킹 가능하다.

## 스텔비오 바이크 데이

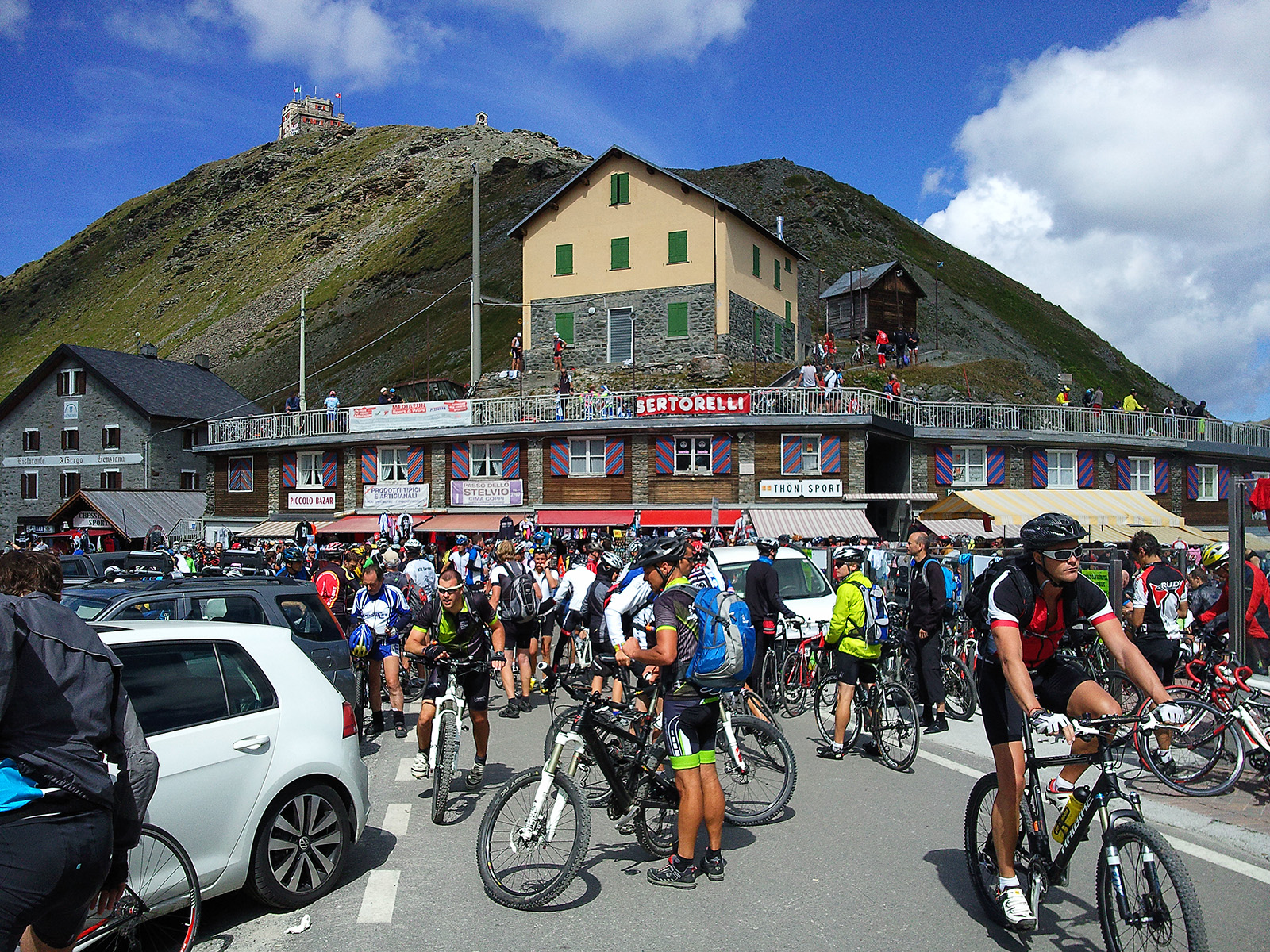
스텔비오 바이크 데이 2013

매년 8월 마지막 토요일이나 9월 첫째 토요일에 스텔비오 국립공원 관리국에서 스텔비오 바이크 데이를 개최한다. 그날 보르미오와 Prad에서 고개까지의 도로와 산타 마리아 발뮈스테어에서 움브라일 고개까지의 도로는 자전거를 제외한 모든 차량의 통행이 금지된다. 평균적으로 약 12,000명의 자전거 타는 사람이 자전거의 날에 참여하며, 대다수는 프라드에서 길을 따라 길을 이용하고 움브라일 고개를 넘어 발뮈스테어로 내려간다.
2017년부터 Prad에서 Glurns까지, 다시 Prad로, 그리고 스틸프스(스텔비오 마을)를 통해 고개까지 주자들을 위한 스텔비오 마라톤도 있었다. 첫 번째는 2017년 6월 17일에 300명이 넘는 참가자와 함께 개최되었다. 2018년 6월 16일에 2차, 2019년 8월 31일에 3차에 걸쳐 진행되었다.

## 지로 디탈리아 참가자(1953년부터)
| 년도 | Stage | 분류       | 출발           | 결승선                    | 정상 리더                  | 우승자                     |
| ---- | ----- | ---------- | -------------- | ------------------------- | -------------------------- | -------------------------- |
| 1953 | 20    | -          | Bolzano        | Bormio                    | Fausto Coppi (ITA)         | Fausto Coppi (ITA)         |
| 1956 | 20    | -          | Sondrio        | Merano                    | Aurelio Del Rio (ITA)      | Charly Gaul (LUX)          |
| 1961 | 20    | -          | Trento         | Bormio                    | Charly Gaul (LUX)          | Charly Gaul (LUX)          |
| 1965 | 20    | Cima Coppi | Madesimo       | 스텔비오 고개             | Graziano Battistini (ITA)  | Graziano Battistini (ITA)  |
| 1972 | 17    | Cima Coppi | Livigno        | 스텔비오 고개             | José Manuel Fuente (ESP)   | José Manuel Fuente (ESP)   |
| 1975 | 21    | Cima Coppi | Alleghe        | 스텔비오 고개             | Francisco Galdós (ESP)     | Francisco Galdós (ESP)     |
| 1980 | 20    | Cima Coppi | Cles           | Sondrio                   | Jean-René Bernaudeau (FRA) | Jean-René Bernaudeau (FRA) |
| 1994 | 15    | Cima Coppi | Merano         | Aprica                    | Franco Vona (ITA)          | Marco Pantani (ITA)        |
| 2005 | 14    | Cima Coppi | Neumarkt       | Livigno                   | José Rujano (VEN)          | Iván Parra (COL)           |
| 2012 | 20    | Cima Coppi | Val di Sole    | 스텔비오 고개             | Thomas de Gendt (BEL)      | Thomas de Gendt (BEL)      |
| 2014 | 16    | Cima Coppi | Ponte di Legno | Val Martello (Martelltal) | Dario Cataldo (ITA)        | Nairo Quintana (COL)       |
| 2017 | 16    | Cima Coppi | Rovetta        | Bormio                    | Mikel Landa Meana (ESP)    | Vincenzo Nibali (ITA)      |
| 2020 | 18    | Cima Coppi | Pinzolo        | Laghi di Cancano          | Rohan Dennis (AUS)         | Jai Hindley (AUS)          |